# Delias heroni
Delias heroni is een vlindersoort uit de familie van de Pieridae (witjes), onderfamilie Pierinae.
Delias heroni werd in 1909 beschreven door Kenrick.